# 31e bataillon de tirailleurs sénégalais
Le 31e Bataillon de Tirailleurs Sénégalais (ou 31e BTS) est un bataillon français des troupes coloniales.

## Création et différentes dénominations
- 15/11/1918: Le bataillon reçoit des renforts du 122e BTS

### Sources et bibliographie
Mémoire des Hommes